# Szolcsányi Ernő
Szolcsányi Ernő, Istenes Szent Jánosról nevezett, Szoltsányi, Piar (Privigye, 1755. március 3. – Korpona, 1832. augusztus 23.) piarista áldozópap és a humaniorák tanára.

## Élete
A kegyes tanítórendbe 1772. november 1-jén lépett be, 1775. május 19-én tette le szerzetesi fogadalmát. A teológiát 1782-1783-ban végezte Nyitrán végezte, 1783 áprilisában szentelték pappá. 1784-ben Korponán, 1785-ben Privigyén, 1788-ban Szegeden, 1791-ben Debrecenben, 1794-ben Privigyén, 1796-ban Szegeden, 1799-ben Kecskeméten, 1800-ban  Debrecenben, 1802-ben Besztercén, 1804-ben Temesvárt, 1806-ban Szegeden, 1807-ben Nagykanizsán tanította a magyar nyelvet. 1808-tól Veszprémben mint házfőnök működött, 1809-től 1832-ig Korponán helyettes rektor, illetve spirituáli volt.

## Műve
- Ode ad Illustr. ac. Rev. Dnum Nicolaum Konde episcopum Magno-Varadinensem cum in dioecesim suam primum ingrederetur. Pest, 1801